# Parigi-Corrèze 2005
La Parigi-Corrèze 2005, quinta edizione della corsa, si svolse dal 2 al 4 agosto 2005 su un percorso di 538 km ripartiti in 3 tappe, con partenza da Contres e arrivo a Chaumeil. Fu vinta dal francese Frédéric Finot della FDJ davanti ai suoi connazionali Christophe Le Mével e Christophe Rinero.

## Tappe
| Tappa  | Data     | Percorso                         | km    | Vincitore di tappa | Leader cl. generale |
| ------ | -------- | -------------------------------- | ----- | ------------------ | ------------------- |
| 1ª     | 2 agosto | Contres > Saint-Amand-Montrond   | 168,8 | William Bonnet     | William Bonnet      |
| 2ª     | 3 agosto | Évaux-les-Bains > Saint-Nectaire | 171,7 | Vladislav Borisov  | Dmitriy Fofonov     |
| 3ª     | 4 agosto | Ussel > Chaumeil                 | 197,7 | Frédéric Finot     | Frédéric Finot      |
| Totale | Totale   | Totale                           | 538   |                    |                     |

## Dettagli delle tappe

### 1ª tappa
- 2 agosto: Contres > Saint-Amand-Montrond – 168,8 km

| Pos. | Corridore       | Squadra      | Tempo    |
| ---- | --------------- | ------------ | -------- |
| 1    | William Bonnet  | Auber '93    | 3h39'32" |
| 2    | Jonas Ljungblad | Amore & Vita | s.t.     |
| 3    | Mark Renshaw    | FDJ          | s.t.     |

| Pos. | Corridore       | Squadra      | Tempo    |
| ---- | --------------- | ------------ | -------- |
| 1    | William Bonnet  | Auber '93    | 3h39'32" |
| 2    | Jonas Ljungblad | Amore & Vita | s.t.     |
| 3    | Mark Renshaw    | FDJ          | s.t.     |

### 2ª tappa
- 3 agosto: Évaux-les-Bains > Saint-Nectaire – 171,7 km

| Pos. | Corridore         | Squadra  | Tempo    |
| ---- | ----------------- | -------- | -------- |
| 1    | Vladislav Borisov | Omnibike | 4h25'47" |
| 2    | Dmitriy Fofonov   | Cofidis  | s.t.     |
| 3    | Philip Deignan    | AG2R     | s.t.     |

| Pos. | Corridore         | Squadra           | Tempo    |
| ---- | ----------------- | ----------------- | -------- |
| 1    | Dmitriy Fofonov   | Cofidis           | 8h05'19" |
| 2    | Christophe Rinero | R.A.G.T. Semences | s.t.     |
| 3    | Freddy Bichot     | FDJ               | s.t.     |

### 3ª tappa
- 4 agosto: Ussel > Chaumeil – 197,7 km

| Pos. | Corridore           | Squadra         | Tempo    |
| ---- | ------------------- | --------------- | -------- |
| 1    | Frédéric Finot      | FDJ             | 5h13'38" |
| 2    | Nicolas Portal      | AG2R            | a 11"    |
| 3    | Christophe Le Mével | Crédit Agricole | a 12"    |

| Pos. | Corridore           | Squadra           | Tempo     |
| ---- | ------------------- | ----------------- | --------- |
| 1    | Frédéric Finot      | FDJ               | 13h19'19" |
| 2    | Christophe Le Mével | Crédit Agricole   | a 18"     |
| 3    | Christophe Rinero   | R.A.G.T. Semences | a 28"     |

## Classifiche finali

### Classifica generale
| Pos. | Corridore           | Squadra                 | Tempo     |
| ---- | ------------------- | ----------------------- | --------- |
| 1    | Frédéric Finot      | FDJ                     | 13h19'19" |
| 2    | Christophe Le Mével | Crédit Agricole         | a 18"     |
| 3    | Christophe Rinero   | R.A.G.T. Semences       | a 28"     |
| 4    | Freddy Bichot       | FDJ                     | s.t.      |
| 5    | Dmitriy Fofonov     | Cofidis                 | a 32"     |
| 6    | Sébastien Duret     | Bretagne-Jean Floc'h    | s.t.      |
| 7    | Stéphane Petilleau  | Bretagne-Jean Floc'h    | s.t.      |
| 8    | Philip Deignan      | Ag2r Prévoyance         | s.t.      |
| 9    | Vladislav Borisov   | Omnibike Dynamo Moscow  | s.t.      |
| 10   | Kurt Van De Wouwer  | MrBookmaker-Sports Tech | s.t.      |